# Železniční nehoda u Řikonína
Při železniční nehodě u Řikonína na železniční trati Brno – Havlíčkův Brod došlo v ranních hodinách 11. prosince 1970 k pádu dvou osobních vozů mezinárodního expresu č. 57 Pannonia z 36 metrů vysokého viaduktu do údolí říčky Libochovky. Počtem 31 mrtvých (převážně z řad cestujících Poláků) jde o pátou nejtragičtější nehodu na české železnici a vůbec nejtragičtější od té doby.

## Místo neštěstí
Větším ze dvou železničních viaduktů nedaleko osady Kutiny (zvaným též „velký řikoninský viadukt“) překonává v místě neštěstí železniční trať údolí říčky Libochovky. Most je dlouhý 200 metrů a ve výšce 32 metrů[rozpor] nad údolím po něm vede dvoukolejná trať spojující železniční zastávku Níhov (jižně, ve směru na Žďár nad Sázavou a Havlíčkův Brod) s železniční stanicí Řikonín (severovýchodně, ve směru na Tišnov a Brno). Tokem říčky zde vede hranice mezi katastrálními územími Lubné a Žďárec. Provoz na trati byl zahájen v prosinci 1953.

## Nehoda
Samotné nehodě mezinárodního expresu č. 57 Pannonia předcházela v pátek 11. prosince 1970 ráno srážka lokomotivy s nákladním vlakem, k níž došlo na jižním okraji viaduktu. Ze směru od Havlíčkova Brodu projel Níhovem nákladní vlak Sn 4094 (46 vozů, celková hmotnost 1203 tun, lokomotiva S 499.0015 z depa Bratislava), který byl v 7:08 nucen zastavit před vjezdovým návěstidlem následující železniční stanice Řikonín. To nepředpokládala hláskařka z hlásky Níhov, sloužící první samostatnou směnu, která nevyčkala na odhlášku tohoto vlaku z Řikonína a vpustila v 7:15 (v Řikoníně vychází 11. prosince slunce v 7:51) na jím obsazenou kolej lokomotivní vlak tvořený strojem S 489.0041 vracejícím se z postrku. Tato lokomotiva jela pravotočivým obloukem v lese za šera ze spádu 20 ‰ a na začátku viaduktu narazila v 7:18 rychlostí 58 km/h do konce stojícího nákladního vlaku. Následkem nárazu došlo k vykolejení posledních osmi vozů stojící soupravy, které se dostaly do průjezdného profilu sousední traťové koleje. Strojvedoucí nákladního vlaku sice vyslal pomocníka k zadní části vlaku, aby zjistil příčinu nárazu, sám však nevaroval návěstí „Stůj, zastavte všemi prostředky“. 
Výpravčí železniční stanice Řikonín v 7:18 převzal informaci hláskařky o tom, že pustila lokomotivní vlak do obsazeného oddílu. Měl podle vyšetřovatelů 45 sekund na to, aby shodil odjezdové návěstidlo na stůj, ale neudělal to. V 7:19 projel kolem odjezdového návěstidla ve stanici Řikonín ve směru na Vlkov mezinárodní expres č. 57 Pannonia. Expres, který měl 20minutové zpoždění a který se skládal z 12 vozů o celkové hmotnosti 315 tun, vedených bratislavskou lokomotivou S 499.0117, po necelé minutě v rychlosti 80 km/h narazil do vykolejených nákladních vozů, které blokovaly jeho kolej. Při srážce spadla z viaduktu do údolí Libochovky skříň polského lehátkového vozu (do hloubky 36 m) a celý jídelní vůz ČSD (do hloubky 12 m), což byly první dva vozy expresu, řazené hned za lokomotivou.

## Následky
Expres odjel z Brna v 6:45 ráno, takže se v jídelním voze nacházelo mnoho cestujících, kteří se šli nasnídat. Při nehodě zahynulo 31 lidí (celkem 30 polských občanů a jeden Čech; jiné zdroje uvádí 32 mrtvých), dalších 18 osob bylo zraněno (jiné zdroje uvádí 17 zraněných). Práce na vyprošťování obětí trvaly dva dny. Hmotná škoda dosáhla na tehdejší poměry obrovské výše 4,6 milionu Kčs, celková škoda včetně odškodnění obětí pak 13 milionů Kčs. Lokomotiva S 489.0041 se po necelých dvou měsících vrátila do pravidelného provozu.
K nehodě došlo krátce po zrušení předpisu, který vyžadoval tzv. ochranné vozy, podle kterého by se za lokomotivou nacházel služební vůz obsazený jedním vlakvedoucím. Místo toho tam byl lehátkový vůz obsazený desítkami cestujících.
V sobotu 12. prosince 1970 se neštěstím zabývalo předsednictvo československé vlády. Jednání řídil předseda vlády Lubomír Štrougal. Přítomní vzali na vědomí zprávu o vyšetřování nehody a zároveň vyjádřili soustrast pozůstalým po všech 31 obětech neštěstí. Následkem srážky bylo dále třináct těžce zraněných a pět lehce zraněných osob. Štrougal poté ještě zaslal svému polskému protějšku Józefu Cyrankiewiczovi soustrastný telegram.
Hláskařka z hlásky Níhov (v daný den na první samostatné směně) byla odsouzena k odnětí svobody na 6,5 roku nepodmíněně. Výpravčí stanice Řikonín byl odsouzen k odnětí svobody na 4,5 roku nepodmíněně.
U pilířů viaduktu bylo postupem času zřízeno několik památníčků připomínajících tragédii (kříže, artefakty z vlaku) včetně pamětní tabule s nápisy v českém a polském jazyce.

## Galerie

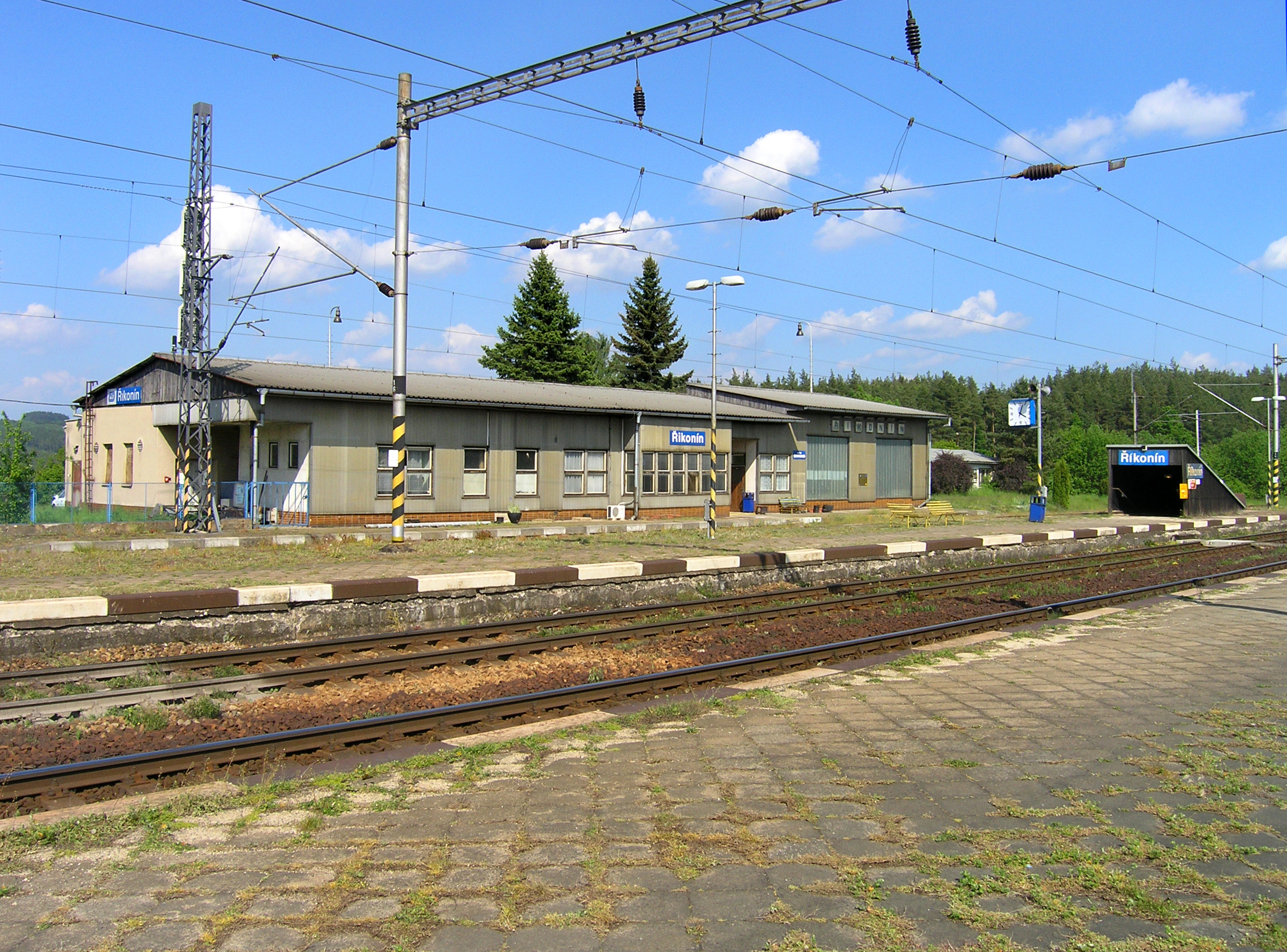
Železniční stanice Řikonín
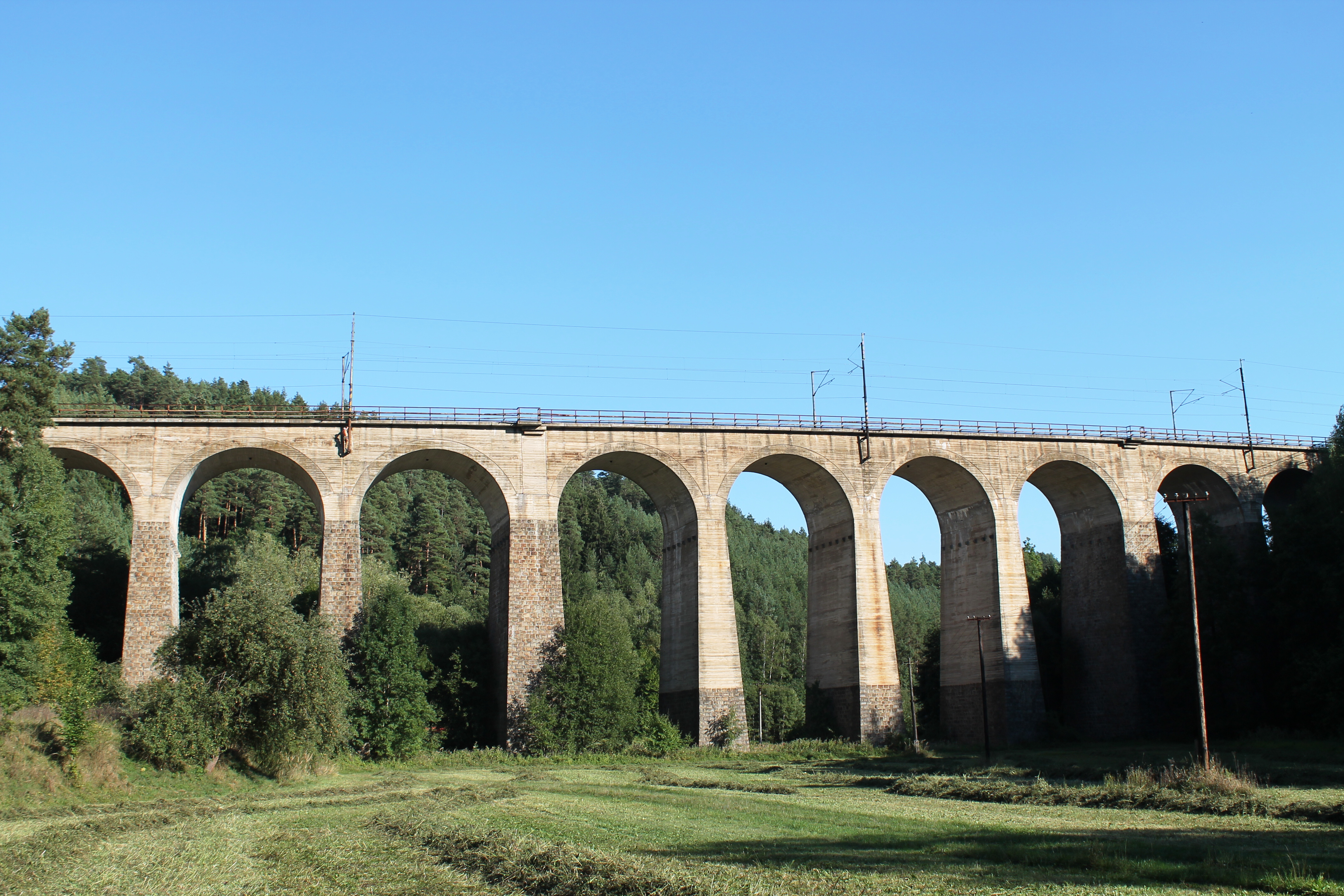
Viadukt přes údolí Libochovky, místo nehody
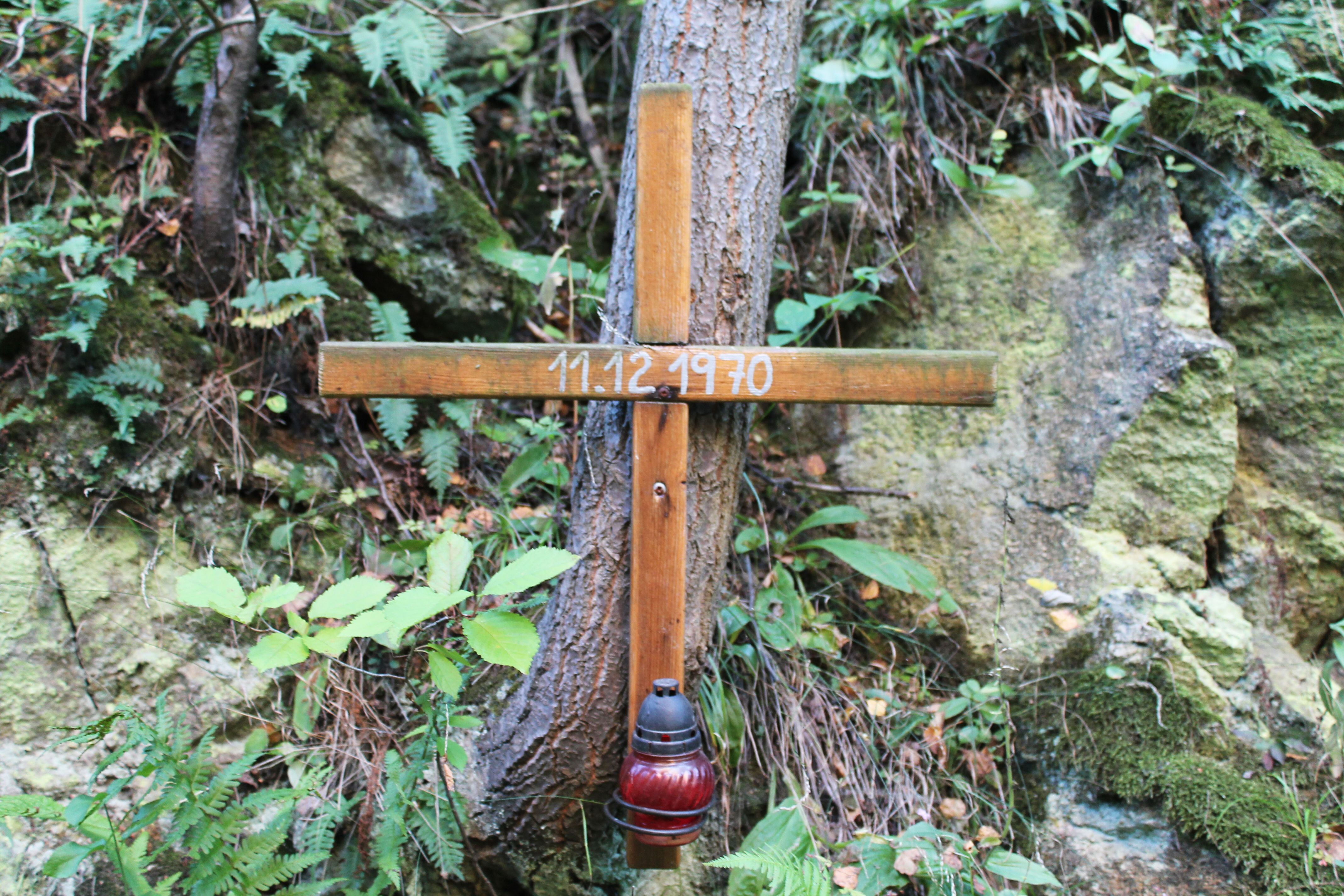
Dřevěný křížek v místě nehody
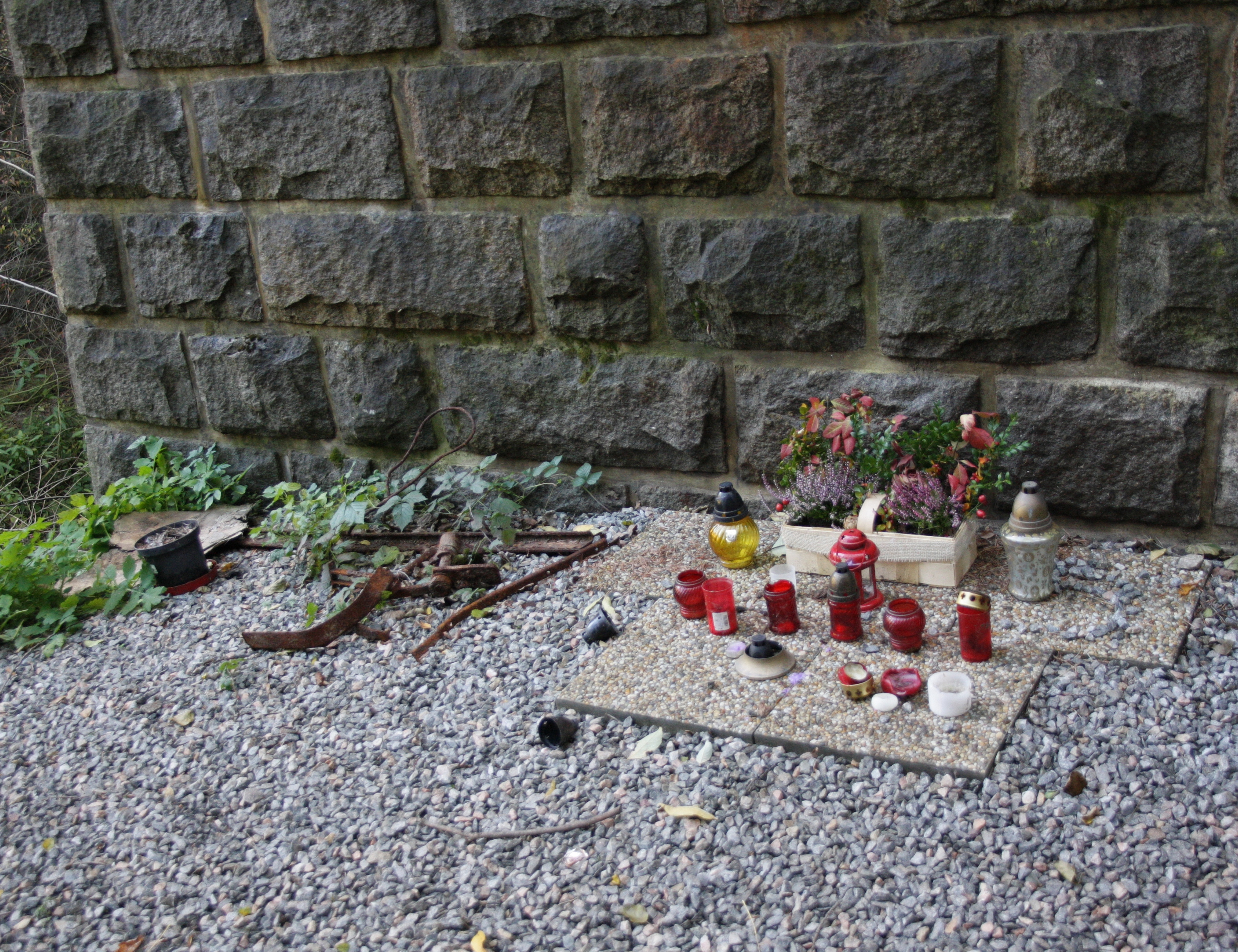
Pomník u pilíře mostu